# Ólafur Bjarki Ragnarsson
Ólafur Bjarki Ragnarsson (* 12. Juli 1988 in Reykjavík) ist ein isländischer Handballspieler.

## Karriere
Ólafur Bjarki Ragnarsson spielte beim isländischen Verein HK Kópavogur, mit dem er 2012 isländischer Meister wurde. Zur Saison 2012/13 wechselte der 1,86 Meter große Rückraumspieler nach Deutschland in die 2. Handball-Bundesliga zum TV Emsdetten, mit dem er 2013 in die 1. Liga aufstieg. Ab der Saison 2015/16 lief er für den Bundesligisten ThSV Eisenach auf. Seit dem Sommer 2017 steht er beim österreichischen Erstligisten SG INSIGNIS Handball West Wien unter Vertrag. In seinem ersten Jahr in Österreich wurde der Isländer von der Handball Liga Austria als „Legionär des Jahres“ und bester Rückraum-Mitte-Spieler ausgezeichnet.
Ólafur Bjarki Ragnarsson gehört zum Kader der isländischen Nationalmannschaft, mit der er 2012 an der Europameisterschaft in Serbien sowie an den Olympischen Spielen in London teilnahm.
In Island wurde er 2011 und 2012 zum besten Spieler der Saison gewählt.

## HLA-Bilanz
| Saison    | Verein                | Spielklasse | Spiele | Tore | 7-Meter | Feldtore |
| --------- | --------------------- | ----------- | ------ | ---- | ------- | -------- |
| 2017/18   | SG Handball West Wien | HLA         | 31     | 95   | 1/1     | 94       |
| 2018/19   | SG Handball West Wien | HLA         | 24     | 62   | 1/1     | 61       |
| 2017–2019 | gesamt                | HLA         | 55     | 157  | 2/2     | 155      |

## Erfolge
- 1× HLA „Legionär des Jahres“ 2017/18